# Palmon kottiyooricus
Palmon kottiyooricus is een vliesvleugelig insect uit de familie Torymidae. De wetenschappelijke naam is voor het eerst geldig gepubliceerd in 2009 door Narendran.